# 澳門永久性居民赴港申報表

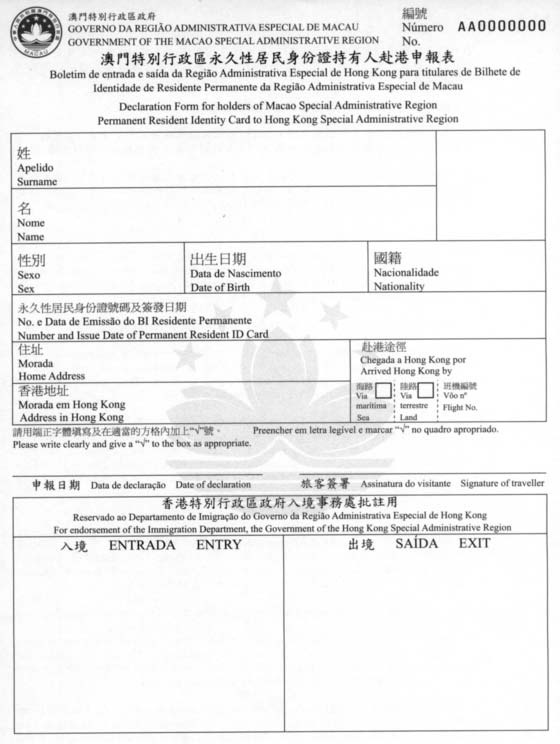
澳門特別行政區永久性居民身份證持有人赴港申報表式樣樣本

澳門特別行政區永久性居民身份證持有人赴港申報表（官方簡稱專用申報表，民間通稱赴港申報表），是持有有效澳門特別行政區永久性居民智能身份證人士到香港特別行政區的入境申報表，已於2009年12月停用。

## 沿革
葡萄牙籍澳門居民可以持葡萄牙護照或由澳葡政府發出簡稱「CI」的葡萄牙給外國人護照（葡萄牙語：Passaporte para Estrangeiros）前往香港；但由於1999年12月20日澳門回歸中華人民共和國的關係，CI的問題經過葡中雙方相討後同意把CI的有效延長兩年至2001年12月19日，以便非葡萄牙籍澳門居民可以辦理澳門特別行政區護照或相關證件作為過渡期。澳門主權移交後，澳門居民可持澳門特區政府簽發的澳門特別行政區護照、澳門特別行政區旅行證或俗稱「灰簿」的澳門居民往來香港特別行政區旅遊證出入境香港最多14天。
2004年9月6日早上，澳門身份證明局局長黎英以及香港入境事務處處長黎棟國代表澳門特別行政區政府與香港特別行政區政府簽署《關於「更方便澳門居民入出境香港」的安排備忘錄》；自同年10月18日起，持有有效澳門永久性居民智能身份證又合資格的人士可以持該身份證連同赴港申報表出入香港境內，而逗留期也是14天。
2008年10月15日，香港行政長官曾蔭權在施政報告上表示將會和澳門特區政府達成協議，預期在翌年年中，進一步簡化澳門居民到香港的出入境手續，屆時將會取消使用赴港申報表，直接使用智能身份證及利用e道出入香港。
2008年12月28日及2009年1月7日《澳門日報》刊載了有關在入境香港時未能出示赴港申報表的澳門居民被拒進入香港的文章；及後港澳政府簽署《關於「租借使用港澳客運碼頭及中港碼頭的地方放置備用列印赴港申報表自助服務機設備」的協議書》。2009年2月6日起，澳門政府在香港港澳碼頭及中國客運碼頭以租借地方方式放置赴港申報表自助列印服務機。同年2月16日起，持有赴港申報表的澳門居民在香港的逗留期延長至180天。同年4月7日，香港保安局副秘書長魏永捷在香港立法會上表示由去年至今年3月合共約有2100名澳門居民因未能出示赴港申報表而不被入境是因為有關人士不符合香港法例規定的有效旅遊證件規格而不獲入境；同時他也否認有澳門居民拒絕入境黑名單。
2009年12月10日開始，港澳互免入境申報表協議正式啟動，合資格的澳門永久性居民只須憑澳門身份證即可前赴香港。赴港申報表也於同日起永久停用。

## 式樣
所有赴港申報表是一張和A5紙大小一樣，紙張的顏色是為米黃色；由澳門印務局專印，而所有赴港申報表由自助列印服務機列印；每張表格僅可入出香港一次。

## 編號規則
赴港申報表字號一共有九碼，包括起首兩個大寫的英文字母與接續的七個阿拉伯數字。

## 防偽特徵
赴港申報表主要採用了下列防偽特徵：
- 國際民航組織（ICAO）標準光學閱讀代碼
- 赴港申報表的正中央印有可反光的澳門特別行政區區徽以作真偽

## 自助列印服務機
赴港申報表自助列印服務機負責列印赴港申報表上基本資料並24小時運作，置於澳門的南灣中華廣場地下、外港客運碼頭、關閘邊檢大樓二樓、澳門國際機場、鏡湖醫院門診大堂、氹仔臨時客運碼頭及香港港澳客輪碼頭、中國客運碼頭等地點供列印。配合港澳互免入境申報表協議正式啟動，赴港申報表的列印機已於2009年12月10日零時起停止運作。

### 引用
1. ↑  澳門特別行政區基本法ABC （页面存档备份，存于） （简体中文）
2. ↑  香港特別行政區新聞處，澳門居民在澳門特別行政區成立後往來香港的安排 （页面存档备份，存于），1999年12月10日發布。（中文）
3. ↑  身份證明局，放寬澳門特區居民前往香港旅遊的條件及簡化手續 的存檔，存档日期2008-12-05.，2004年9月6日發布。（中文）
4. ↑  中華人民共和國香港特別行政區，二零零八至零九年施政報告 （页面存档备份，存于），2008年10月15日更新。（中文）
5. ↑  港府：e道下半年開通 的存檔，存档日期2009-02-20.，2009年2月18日澳門日報。（中文）
6. ↑  澳門日報，澳居民忘帶入境紙往港受辱 的存檔，存档日期2009-03-05.，2008年12月28日（中文）
7. ↑  澳門日報，欠入港紙往港經歷沉痛 的存檔，存档日期2009-01-29.，2009年1月7日（中文）
8. ↑  印務局，第41/2009號行政長官批示  （页面存档备份，存于），2009年1月20日發布。（中文）
9. ↑  身份證明局，關於延長澳門居民訪港的逗留期限 的存檔，存档日期2010-12-03.，2009年2月16日發布。（中文）
10. ↑  2100澳門居民被拒來港[永久]，2009年4月7日蘋果日報（中文）
11. ↑  澳人赴港今起免申報 的存檔，存档日期2009-12-13.，澳門日報2009年12月10日 （简体中文）
12. ↑  （繁體中文）澳人赴港今起免申報 的存檔，存档日期2009-12-13.，2009年12月10日澳門日報

### 网页
- 有關赴港申報表

## 外部連結
- 第50/2004號行政長官公告 （页面存档备份，存于）
- 赴港申報表常見問題
- 須簽證赴港人士名單
- 澳門日報：澳人可留港半年